# Ferdinand Lacina

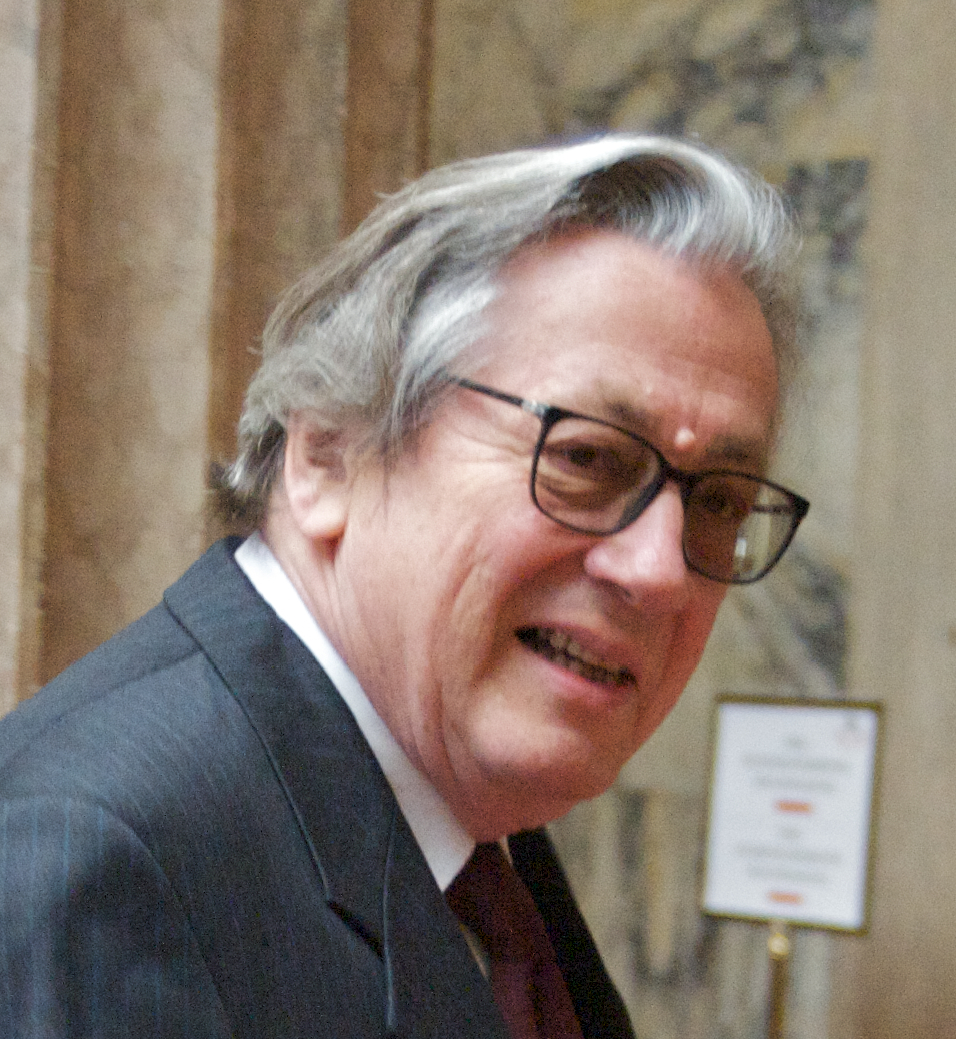
Ferdinand Lacina (2017)

Ferdinand Lacina (* 31. Dezember 1942 in Wien) ist ein österreichischer Politiker (SPÖ).

## Leben
Ferdinand Lacina, dessen Eltern aus der tschechischen Volksgruppe in Wien stammten, besuchte von 1952 bis 1960 das Bundesrealgymnasium Waltergasse. Weiters wird er sowohl vom Komensky-Schulverein  als auch von Bundespräsidenten Alexander Van der Bellen als Absolvent der Wiener Tschechischen Schule angegeben.
Schon früh engagierte sich Lacina auf der Seite der Sozialisten und fungierte beispielsweise als Studentenfunktionär des VSStÖ. Lacinas Vorlesungsmitschrift, die die antisemitischen Entgleisungen des Professors Taras Borodajkewycz festhielt, spielte eine wesentliche Rolle in der diesen betreffenden politischen Affäre. Schon während seines Studiums an der Hochschule für Welthandel (Sponsion 1965, Dipl.-Kfm) trat Lacina 1964 in die Arbeiterkammer Wien ein, wo er unter anderem gemeinsam mit Oskar Grünwald eine große Studie zum Thema Auslandskapital in der österreichischen Wirtschaft verfasste (Europaverlag Wien 1970). 1973 wurde Lacina als Nachfolger von Eduard März Leiter der wirtschaftswissenschaftlichen Abteilung der AK Wien.
Ab 1980 war er Kabinettschef des langjährigen österreichischen Bundeskanzlers Bruno Kreisky.
Von 1982 bis 1984 war er als Staatssekretär im Bundeskanzleramt u. a. für Wirtschaftsfragen zuständig.
Von 1984 bis 1986 war Lacina Bundesminister für Verkehr und wurde in dieser Zeit vor allem mit der Krise der verstaatlichten Industrie und ab November 1985 speziell mit dem Intertrading-Skandal konfrontiert. Ab diesem Zeitpunkt profilierte sich Lacina als Verfechter der Entpolitisierung und zumindest teilweisen Privatisierung dieses Wirtschaftssektors. Von 1986 bis 1995 war Lacina Bundesminister für Finanzen und damit einer der längstdienenden Finanzminister Österreichs.
Nach seinem Abschied aus der aktiven Tagespolitik war er bis 1997 Generaldirektor der österreichischen GiroCredit Bank AG der Sparkassen. Im Wintersemester 2007/08 fungierte Lacina im Rahmen des Programms „Politiker in Residence“ als Gastprofessor am Institut für Politikwissenschaft der Universität Innsbruck.
Aus seiner ersten Ehe hat Lacina zwei erwachsene Kinder, sein Sohn Robert ist unter dem Künstlernamen Robert Rotifer als Journalist und Musiker tätig. Die Widerstandskämpferin, Politikerin (KPÖ) und Philanthropin Irma Schwager war seine Schwiegermutter. Lacina ist in zweiter Ehe mit der SPÖ-Politikerin Gertraud Knoll verheiratet.

## Positionierung bei der SPÖ-Mitgliederbefragung
Im Rahmen der SPÖ-Mitgliederbefragung 2023 unterstützte Lacina offen die Kandidatur von Andreas Babler, da der burgenländische Landeshauptmann Hans Peter Doskozil die Partei gespalten und sich wie die amtierende SPÖ-Vorsitzende Pamela Rendi-Wagner beschädigt habe. Er kritisierte in einem Interview mit dem Standard die Politik Doskozils scharf, etwa dass Landesbedienstete im Burgenland einen gesetzlichen Mindestlohn bekommen, auf den viele in der Privatwirtschaft keine Chance haben: „Damit wird eine kleine Gruppe privilegiert. Das ist eine Spaltung der Arbeiterschaft. Das ist nicht sozialdemokratisch. Ein gesetzlicher Mindestlohn ist abzulehnen. Den könnte eine schwarz-blaue Regierung etwa kippen, und die Gewerkschaften wären geschwächt.“ Lacina lobte dagegen Babler für seine erfolgreiche Politik mit beeindruckenden Wahlsiegen in Traiskirchen, die mit größten Flüchtlingszentrum Österreichs kein einfaches Schicksal habe.

## Auszeichnungen und Ehrungen
- 1984: Großkreuz des Ordens des Infanten Dom Henrique
- 1987: Großes Goldenes Ehrenzeichen am Bande für Verdienste um die Republik Österreich[8]
- 2004: Großes Goldenes Ehrenzeichen für Verdienste um das Land Wien